# گابریل اوساریو وارگاس
گابریل اوساریو وارگاس (انگلیسی: Gabriel Osorio Vargas؛ زادهٔ تاریخ ورودی نامعتبر است) کارگردان فیلم اهل شیلی است.
وی همچنین برندهٔ جوایزی همچون جایزه اسکار بهترین پویانمایی کوتاه به دلیل کارگردانی داستان خرس شده است.او اولین شیلیایی موفق به دریافت این جایزه است.